# Baidoa
Baidoa (somaliska: Baydhabo) är en stad i sydvästra Somalia, belägen 256 kilometer (med väg) nordväst om huvudstaden Mogadishu. Staden hade omkring 600 000 invånare (2022), därtill kom omkring 200 000 flyktingar vilket gjorde staden till den näst största flyktingmottagaren efter Mogadishu. Området bebos traditionellt av klanerna Digil och Mifle (Rahanweyn). I Baidoa har landets övergångsregering haft sin bas. 
Tidigare under inbördeskriget i Somalia stred flera klaner och krigsherrar om staden innan den, sedan landets huvudstad Mogadishu föll i händerna på krigsherrar 1991 (för att 2006 tillfalla de islamiska domstolarnas förbund), blev bas för övergångsregeringen.[källa behövs] Regeringens kontroll sträcker sig knappt utanför Baidoa, staden är omringad av Al-Shababs milis.
År 1992 blev staden känd som "dödens stad"  eller "city of death" då ungefär en tredjedel av stadens invånare dog av svält under loppet av tre månader. Den 20 december 2006 utbröt strider vid staden mellan regeringstrupper (inofficiellt understödda av etiopisk militär) och islamistisk milis, sedan de islamiska domstolarnas ultimatum till Etiopien att dra tillbaka sina trupper gått ut dagen innan.[källa behövs]

## Kända personer från Baidoa
- Nuruddin Farah - författare